# Sociedad Europea de Reproducción Humana y Embriología
La Sociedad Europea de Reproducción Humana y Embriología (ESHRE, por sus siglas en inglés) fue fundada en 1985 por Robert Edwards (Universidad de Cambridge) y Jean Cohen (París), quienes sintieron que el estudio y la investigación en el campo de la reproducción necesitaba ser alentado y reconocido. 

## Objetivos
Los objetivos de la sociedad son:
- Promover el entendimiento de la biología reproductiva y la embriología.
- Facilitar la investigación y la subsecuente diseminación de los hallazgos al público, científicos, clínicos y asociaciones de pacientes.
- Informar las políticas y pólizas en Europa.

La sociedad también se involucra en actividades de educación médica, el desarrollo de registro de datos y la implementación de métodos para mejorar la seguridad y calidad en procedimientos clínicos y de laboratorio.

## Estructura
La sociedad consiste de:
- Asamblea General, comprende todos sus miembros, compuestos por diversos grupos de interés, como lo son andrología, genética reproductiva, ética y leyes, y paramedicos;
- Comité Ejecutivo, comprendido por 13 miembros o más, y teniendo varios sub-comités, como el Sub-comité de Finanzas, el Sub-Comité de Entrenamiento, el Sub-comité de Reunión Anual, el Comité de Representantes Nacionales, y el Sub-comité de Comunicaciones.[3]

## Diario médico
El diario oficial de la sociedad se llama Human Reproduction (Reproducción Humana) y está conformado por tres publicaciones individuales: Human Reproduction, Human Reproduction Update y Molecular Human Reproduction.